# Balanus pulchellus
Balanus pulchellus is een zeepokkensoort uit de familie van de Balanidae. De wetenschappelijke naam van de soort is voor het eerst geldig gepubliceerd in 1989 door Ren.